# 荻野恵理
荻野 恵理（おぎの えり、1980年8月24日 - ）は、日本の女優。
東京都出身。スペースクラフト所属。身長162cm。血液型はO型。

## 出演

### テレビドラマ
- らぶ・ちゃっと 第14話（2000年、フジテレビ）
- やまとなでしこ 第4話（2000年、フジテレビ）ゲスト
- ストレートニュース 第4話（2000年、日本テレビ）ゲスト
- オヤジぃ。 第3話（2000年、TBS）ゲスト
- ムコ殿（2001年、フジテレビ）
- サトラレ（2002年、テレビ朝日）

### 舞台
- THE CONVOY SHOW（2002年）
- 浪人街（2004年）
- ANGEL GATE（2006年）
- Entertainer〜チャップリン〜（2007年）
- 最後のタマゴ 最初のキオク（2008年）
- Entertainer Fuunji 〜風雲児・坂本竜馬〜（2008年）
- タイツ羅武（2008年）
- スーザンを探して（2009年）
- TAKEDA（2009年）
- RxR「虹色の輪舞曲〜ロンド・デュ・ラルカンシェル〜（8色のオクテット）」（2012年1月26日 - 29日、SPACE107）
- ミュージカル座『野の花』（2014年10月）パウラ 役
- ミュージカル八犬伝―東方八犬異聞―（2015年8月14日 - 23日、シアターサンモール） - 犬田沼藺 役
- ミュージカル八犬伝―東方八犬異聞― 二章（2016年11月23日 - 27日、全労済ホール スペース・ゼロ）

### バラエティ番組
- 有吉AKB共和国（TBS）

### CM
- 森永乳業「ビヒダスヨーグルト 〜楽屋篇〜」（2009年）